# Kléber Laube Pinheiro
Kléber Laube Pinheiro (født 2. maj 1990) er en brasiliansk fodboldspiller. Han har tidligere spillet for Brasiliens landshold.
Han har spillet 2 landskampe for Brasilien.